# Berroa
Berroa é um género botânico pertencente à família Asteraceae.